# Sparide
Sparidele (Sparidae) sunt o familie de pești marini mici sau mijlocii (până la 120 cm) larg răspândiți în apele tropicale și temperate din oceanul Atlantic, Indian și Pacific, Marea Mediterană și Marea Neagră.

## Descriere
Corpul lor este alungit, fuziform sau oval, mai mult sau mai puțin înalt și comprimat lateral. Corpul acestor pești este acoperit cu solzi cicloizi sau slab ctenoizi, cu excepția fălcilor și a bazei cozii.
Capul este adesea mare. Botul și regiunea suborbitală fără solzi, obrajii solzoși, preoperculul cu sau fără solzi și fără spini sau striuri pe marginea posterioara, operculul solzos fără spini (zimți). Ochii sunt destul de mari, laterali. Gura este mică, terminală, orizontală sau înclinată, ușor protractilă. Falca superioară nu depășește niciodată nivelul centrului ochiului. Maxilarul acoperit de extremitatea posterioară al premaxilarului și ascuns de către suborbital atunci când gura este închisă; premaxilarele puțin protractile. În partea anterioară a fălcilor poartă dinți asemănători cu incisivii mamiferelor, mărginiți pe laturi de dinți mai lați. Dinții sunt bine dezvoltați, diferențiați în dinți conici (caniniformi), aplatizați (incisiviformi) sau rotunjiți (molariformi). Plafonul bucal (vomerul și palatinele) sunt fără dinți. Au 6 raze branhiostegale și 24 vertebre. Capul cu sistemul canalelor mucoase slab dezvoltat. Osul accesor este prezent.
Sparidele au o singură înotătoare dorsală, formată din două regiuni aproape egale între ele: una țepoasă cu 10-15 spini (țepi) și alta moale cu 9-17 raze moi, fără incizură între părțile spinoasă și moale, primii doi spini sunt uneori foarte scurți, următorii doi sau trei spini, uneori, alungiți și filamentoși. Înotătoarea anală are 3 spini și 7-16 raze moi. Ultima rază moale a înotătoarelor dorsală și anală este bifurcată chiar de la bază. Înotătoarea pectorală este, de obicei, lungă și ascuțită. Înotătoarele pelviene (ventrale) cu poziție pectorală sunt inserate sub sau imediat în spatele bazei înotătoarelor pectorale și cuprind un spin și 5 raze moi. Solzii axilari sunt prezenți. Înotătoarea caudală este mai mult sau mai puțin bifurcată. Există o singură linie laterală completă, bine dezvoltată, care se prelungește până la baza înotătoarei caudale, fără a se întinde pe aceasta.

## Colorația
Colorația: au culori foarte variabile: roz, roșu, gri, mai mult sau mai puțin închise, cu reflexe argintii; pete, dungi sau benzi transversale sau longitudinale întunecate. În timpul reproducerii, apar frecvent pete galbene pe cap.

## Distribuția geografică
Familia cuprinde 36 genuri și 133 de specii marine (foarte rar salmastre și de apă dulce) larg răspândiți în oceanul Atlantic, Indian și Pacific. În Marea Neagră pătrund din Oceanul Atlantic și din Marea Mediterană câteva specii de sparide.

## Habitat
Trăiesc în apele tropicale și temperate, putând în mod excepțional ajunge în apele reci și rareori în apele salmastre. Sunt pești demersali de pe platoul continental și panta taluzului continental. Peștii tineri trăiesc de obicei în apele mai puțin adânci în comparație cu cei adulți.

## Comportament
Speciile mici și puietul peștilor mai mari sunt, în general, gregare, în timp ce adulții duc o viață solitară.

## Reproducere
Multe specii sunt hermafrodite, unele dintre acestea se dezvoltă inițial la momentul maturității sexuale ca masculi și se transformă mai târziu în femele (protandrie, hermafroditism protandric), altele se transformă din femele în masculi (protoginie, hermafroditism protoginic), iar câteva specii au ovare și testiculele funcționale în același timp. Hermafroditismul este însoțit de autofecundație. Icrele și larvele sunt pelagice. Icrele au 0,8-1,2 mm în diametru. Larvele au spini pe preopercular, interopercular, subopercular, opercular, cleitral, postcleitral, supracleitral și posttemporal.

## Hrana
Sparidele se hrănesc în mare parte cu nevertebrate bentonice, mai ales cu polichete, moluște, crustacee și arici de mare (echinide).

## Importanța economică
Importanța acestei familii pentru pescuit este datorită mai mult bogăției sale în specii decât abundenței particulare a unora dintre ele; cele mai bune randamente sunt obținute la adâncimi de 30–100 m. Acești pești sunt obiectul unui pescuit semi-industrial și artizanal prin intermediul unor instrumente foarte variate. Valoarea lor comercială este, de obicei, foarte mare. Captura totală de sparide înregistrată în regiunea centrală din vestul Oceanului Atlantic între 1995 și 1999 a variat de la 2.545 la 3.748 t anual. Unele specii sunt folosite ca pești de acvariu, fiind comercializate.

## Specii din România
Pe litoralul românesc al Mării Negre trăiesc 7 specii:
1. Dentex dentex (Linnaeus, 1758) = dințat
2. Boops boops (Linnaeus, 1758) = gupă
3. Sarpa salpa (Linnaeus, 1758), sin.: Boops salpa  = salpă, gupă
4. Diplodus annularis (Linnaeus, 1758) = sparos
5. Diplodus puntazzo (Cetti, 1777), sin.: Charax puntazzo, Puntazzo puntazzo = hienă de mare, hiena mării, carax
6. Sparus aurata (Linnaeus, 1758), sin.: Chrysophrys aurata  = doradă
7. Pagellus erythrinus (Linnaeus, 1758) = pagel, sparid